# Balimela
Balimela es una ciudad y comité de área notificada situada en el distrito de Malkangiri en el estado de Odisha (India). Su población es de 11796 habitantes (2011). Se encuentra a 39 km de Malkangiri . 

## Demografía
Según el censo de 2011 la población de Balimela era de 11796 habitantes, de los cuales 26016 eran hombres y 24378 eran mujeres. Balimela tiene una tasa media de alfabetización del 71,73%, inferior a la media estatal del 72,87%: la alfabetización masculina es del 81,83%, y la alfabetización femenina del 61,23%.